# Historia de la ciudad de Valencia

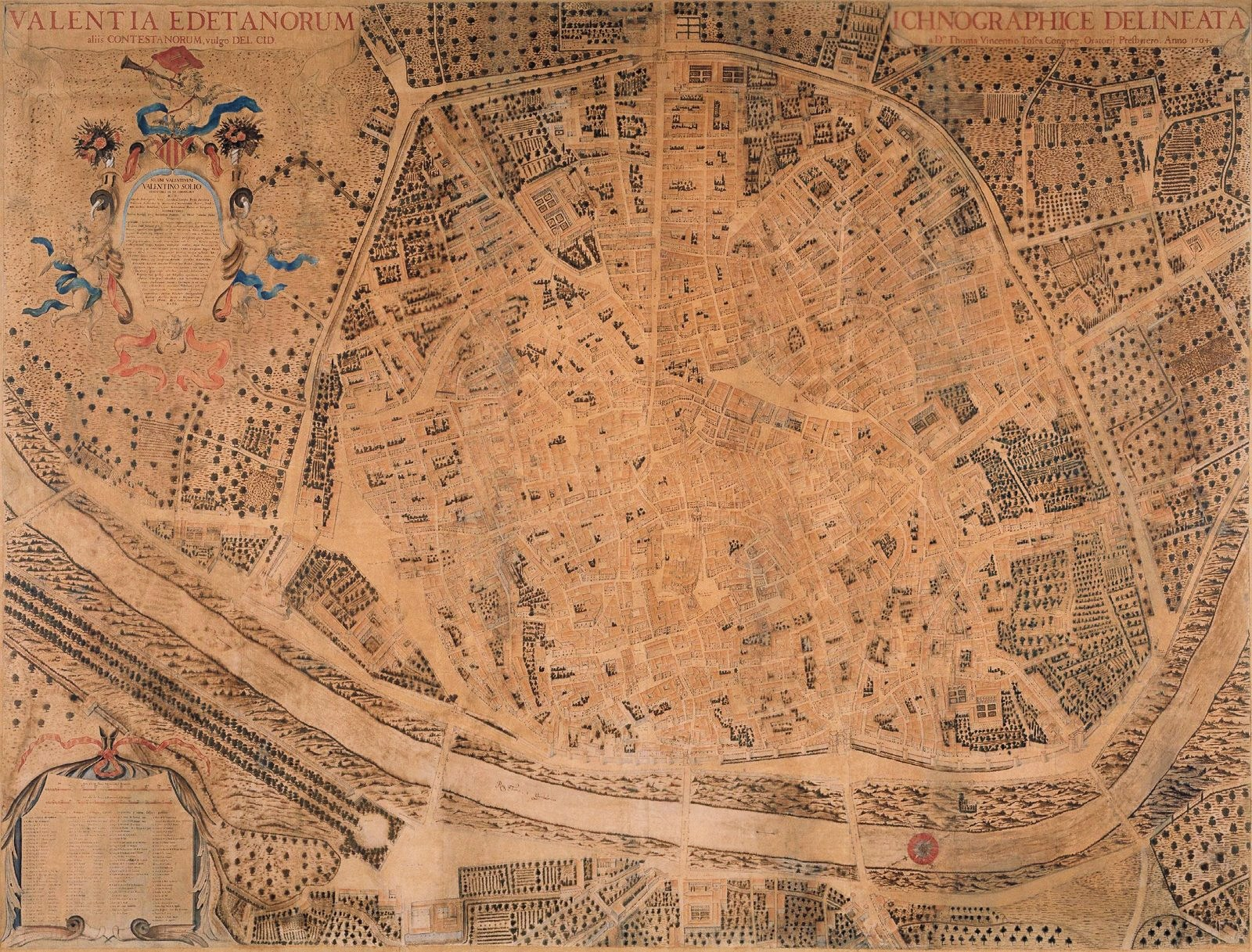
Plano de Valencia realizado por Tomás Vicente Tosca en 1704.

La historia de la ciudad de Valencia abarca desde la época anterior a la fundación formal de la ciudad cuando la región ya estaba habitada por pueblos prerromanos hasta la actualidad. Gracias a la fértil huerta sobre la que se sustenta, los alrededores de Valencia fueron ya una zona de alta densidad humana antes de su fundación en el siglo II a. C. por los romanos. Desde entonces, la ciudad ha constituido uno de los mayores núcleos urbanos de la península ibérica

## Época romana
En 2008 se han encontrado restos arqueológicos del siglo III a. C. en la zona de las calles Ruaya y Sagunto. Estos restos demuestran que ya antes de la fundación de la ciudad romana, en lo que hoy es la ciudad de Valencia y su huerta, existía actividad humana.
Posteriormente pasaría por este lugar la Vía Augusta, de la que tenemos referencias, e incluso podemos observarla junto a la catedral de Valencia, en el museo de la Almoina. En las excavaciones se han encontrado restos que corresponden a  una construcción hidráulica de planta rectangular, quizás una balsa, (según la concejal Alcón), que ha aparecido repleta de cerámicas íberas y púnicas. También  se ha localizado un pozo que contenía ánforas que podrían proceder de Ibiza, de Cádiz o del norte de África, y una moneda cartaginesa de la época Bárcida.
Todo esto vendría a confirmar lo que los yacimientos iberos a lo largo y ancho de la geografía valenciana demuestran, que en lo que hoy conocemos como Comunidad Valenciana, el grueso de los pobladores eran iberos, así como el paso de los cartagineses, y que seguramente existió comercio entre ambos.[cita requerida]
Las últimas investigaciones demuestran que Valencia y su entorno, (hoy incluido dentro del entorno urbano), formaban parte de una ruta comercial de cerámica de lujo.[cita requerida]
La zona de Valencia también fue ocupada por las tribus edetanas (Liria), que se extendieron hacia el norte de la península.

## Época Romana (-)

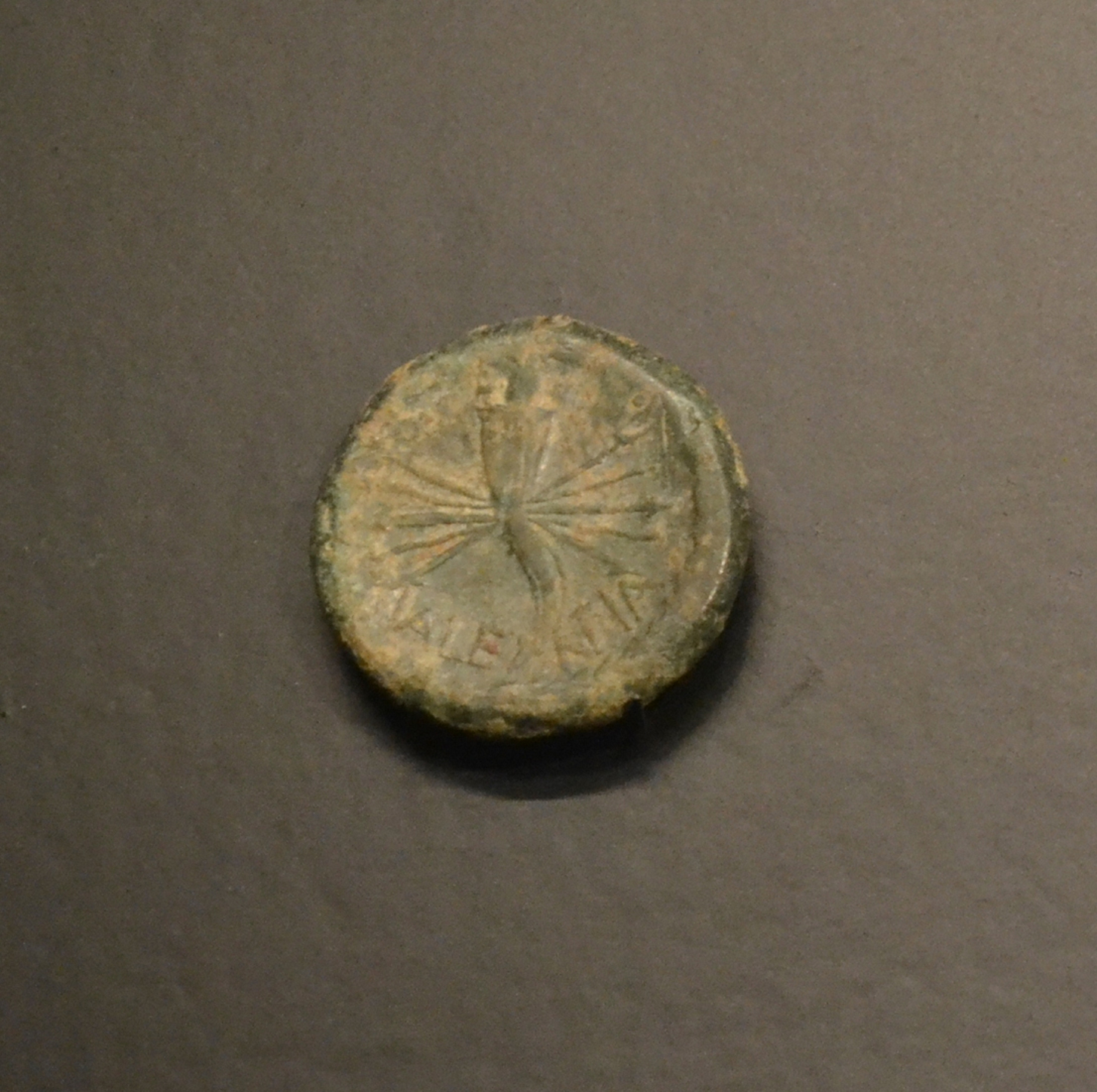
As de Valentia. Museo de Prehistoria de Valencia.

## Época Romana (sigloIIa.C.-sigloVd.C.)

### Fundación de la ciudad (138a.C.)
En el año 138 a. C. el cónsul romano Décimo Junio Bruto Galaico licenció sus tropas de las campañas lusitanas. Como recompensa a la gallardía y coraje de sus hombres les concedió tierras en el levante hispano, exactamente en una isla fluvial cerca de la desembocadura del río Turia (Turius o Tyris), que estaba estratégicamente ubicada en el mejor vado natural del río por donde pasaba la Vía Heraclea, conocida después como Vía Augusta. La nueva aldea, que recibió el nombre de Valentia Edetanorum pronto obtuvo el rango de colonia.
El autor del siglo IV que escribió un resumen (Periochae) de la obra del historiador latino Tito Livio transmite la noticia de la fundación de la ciudad (Periocha LV, 4):
Valentia fue fundada por 2000 colonos sobre una de las terrazas del Turia. El núcleo principal estaba en el entorno de la actual plaza de la Virgen y la catedral. Allí se encontraba el foro y el cruce de las dos calles principales (Cardo norte-sur y Decumano este-oeste), ambos ejes siguen hoy en el trazado de la ciudad y serían las actuales calles Salvador-Almoina la primera y Caballeros la segunda.

### Segunda fundación

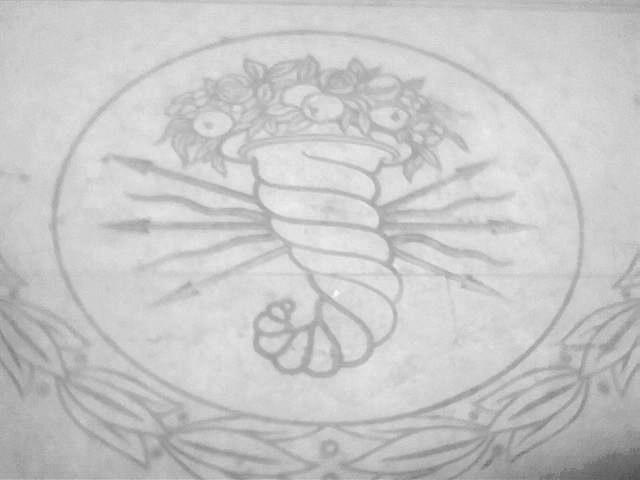
Imagen de una cornucopia, con la que actualmente se suele identificar a la Valentia Edetanorum romana.

### Segunda fundación (sigloId.C.)
En el año 75 a. C. la ciudad es parcialmente destruida durante la guerra entre Pompeyo y Sertorio, quedando en pie únicamente un edificio en el actual entorno de la catedral de Valencia dedicado a Asclepio, y que hacía las veces de sanatorio, este se encontraba como en Pompeya a la entrada de la ciudad. La destrucción ocasionada por la guerra llevó a que la ciudad quedara parcialmente abandonada durante 50 años al menos.
La ciudad es reconstruida a finales del reinado de Augusto, si bien tardaría unos años en empezar un largo periodo de desarrollo caracterizado por el crecimiento urbano, entrada ya la época de la dinastía Flavia, gracias a la inmigración de nuevos ciudadanos (desde la península italiana especialmente), que vinieron a sumarse a los de la época de Augusto (este dato está ampliamente demostrado, Valentini veterani et veteres), y cómo no, a la construcción de grandes edificios públicos como el foro y el circo.
La ciudad de Valentia durante el siglo II d. C. tiene características propias de las urbes imperiales. Siendo una ciudad completamente romanizada y con una importancia que poco a poco va saliendo a la luz. Así por ejemplo, disponía de edificaciones singulares, como un circo con capacidad para 10 000 personas y de unas dimensiones alcanzadas solamente por otros 5 circos en toda Hispania.

### Bajo Imperio
En el siglo III d. C., del mismo modo que en el resto del Imperio, Valentia atraviesa una etapa de crisis, la ciudad es destruida entre el 260 y el 270, y reconstruida rápidamente pero con un perímetro inferior, se abandonan algunas de sus infraestructuras.
Se conforma en la ciudad la primera comunidad cristiana de la que se tiene constancia en torno a la memoria de San Vicente, que es martirizado en la ciudad en el año 304 (y se levanta un templo sobre la tumba con sus restos, conocido como la iglesia de San Vicente de la Roqueta).[cita requerida]
El poeta latino Rufo Festo Avieno escribe su obra Oda maritima, en la que cita una supuesta ciudad íbera prerromana en la desembocadura del Turia llamada Tyris, lo que dará lugar a que popularmente se identifique al río como a la antigua urbe.

«Y no lejos de la separación de este río, el río Tirio rodea la ciudadela de Tiris.»
Ora Maritima de Avieno

## Época visigoda (siglosV-VIII)
A lo largo del siglo V d. C. la iglesia asume las riendas de la ciudad transformando los templos romanos en edificios de culto cristianos aprovechando el vacío de poder dejado por el imperio y coincidiendo con las primeras oleadas de pueblos germánicos, principalmente suevos, vándalos y alanos. Posteriormente, visigodos.
Se especula con la posibilidad de que en la ciudad se celebrara en el año 546 un congreso religioso, dato inseguro como el de que el rey visigodo Leovigildo desterrara en la ciudad a su hijo, el príncipe Hermenegildo. Valentia experimenta cierta recuperación debida a la instalación en ella de militares visigodos durante la invasión bizantina del sudeste peninsular (provincia de Spania) en el año 554. Se ha apuntado la posibilidad de que Leovigildo se titulara "rey de Valencia" hacia el año 583.
Tras la expulsión de los bizantinos en el 625, se inicia una nueva etapa de depresión en la ciudad de la que apenas existe documentación.
Próximos a la invasión musulmana, vivían en la península unos 5 millones de personas, de ellos, 200 000 eran visigodos y 100.000 suevos, los judíos eran también una cantidad importante, pero la inmensa mayoría eran Hispanorromanos, (la misma proporción con pequeñas variaciones podríamos aplicarla a Valencia). Los visigodos formaban la clase dirigente y se los conocía con el nombre de gothi, suevi a los suevos, romani a los hispanorromanos normales, y si eran ricos senatores. Los hispanorromanos, por muy ricos y poderosos que fueran, tenían vetado el acceso a cargos políticos. Los siervos y esclavos formaban el grueso de la población. La Iglesia tenía en esa época mucha fuerza y era muy relevante, los pueblos germánicos ya habían aceptado el cristianismo en los siglos previos a la conquista musulmana.

## Época musulmana (siglosVIII-XIII)

### Emirato y Califato de Córdoba
En el 711 se produce la conquista musulmana y, aunque no existe una verdadera conquista bélica, ya que tras unas escaramuzas la ciudad pacta una capitulación ventajosa, la ciudad es incorporada al Valiato de al-Ándalus, dependiente del Califato de Damasco, y tras este, al de Córdoba.
Cabe destacar que como sucedió en ocasiones durante la invasión islámica, los musulmanes fueron benevolentes con los que se entregaron, como en Valencia y Orihuela, pero en las ciudades que se resistieron, como Mérida o Tarragona, los habitantes sufrieron duras consecuencias. Por tanto puede suponerse que la población hispanorromana y visigoda siguió viviendo y disfrutando hasta cierto punto de sus costumbres así como de sus posesiones y religión. No hay datos que acrediten más resistencia que la citada, por tanto y según fuentes musulmanas y cristianas, así como por la pervivencia de una abundante población cristiana (mozárabes), todo parece indicar que tras la conquista, ambas poblaciones, la mayoritaria cristiana y la minoritaria musulmana (en un principio), que ocupó la élite política y militar, convivieron sin mayores problemas. Con el tiempo se adoptarían mayoritariamente la lengua, religión y costumbres musulmanas, aunque perduró la de los habitantes cristianos anteriores, como fue común en casi todos los lugares islamizados en la época.
Estaba Valencia gobernada por Agrescio cuando fue sitiada por los musulmanes. Los islámicos, viendo la resistencia de la ciudad y que no sería fácil conquistarla, envían un emisario para negociar, pero la respuesta fue una flecha lanzada desde la muralla por los defensores, que hirió al parlamentario, algo que enfureció a los sitiadores. Acto seguido, los asaltantes lanzaron un ataque con más furia que en las anteriores ocasiones, pero fueron nuevamente rechazados; el saldo de la escaramuza fue de 80 bajas entre los defensores y 250 entre los musulmanes. Tanto Agrescio el defensor, como Táriq el asaltante, fueron conscientes de lo compleja que era la situación y pactaron una capitulación ventajosa, obteniendo la entrega de la ciudad al musulmán, y que todos los habitantes pudieran seguir viviendo en sus casas, el respeto para su religión y su organización jurídica y administrativa. Si bien tendrían que aceptar la autoridad política y militar de los conquistadores y el pago del impuesto pactado. Además, los que quisieron fueron libres de marchar con sus pertenencias.
Táriq dejó al marchar una guarnición y a Abulcacer al-Hudzali de gobernador. Según algunas fuentes, en el 715 al-Hudzali se rebeló y tras ser derrotado fue ajusticiado por Abd al-Aziz ibn Musa. Entre los años 760 y 766 intentaron los depuestos abbasíes recuperar el poder desde Valencia, pero el mismo Abderramán_I (primer emir independiente de Córdoba) vino para restablecer el orden y reprimir la revuelta. Fue tan dura la represión que según cuenta al-Udrí «la ciudad quedó desierta».

### La Taifa de Valencia
Con la caída del Califato de Córdoba y la llegada de los amiríes (descendientes de Almanzor) se crea el Taifa de Balansiya. Por medio de Abd Alah se ejercita un gobierno autónomo sobre el área de Valencia y construye un palacete ajardinado en las afueras de la ciudad, denominándolo la Russafa, jardines de la antigua Persia (siendo el origen del actual barrio del mismo nombre).
Es la época de máximo esplendor de la ciudad. Se crean sistemas de riego, cultivos y aumenta el comercio con la España cristiana. Se cambia la lengua, la religión y las costumbres de los habitantes adoptando mayoritariamente el Islam. Se instala un perímetro de huerta en el actual barrio del Carmen y se transforma la antigua área episcopal visigoda para convertirla en un zoco (mercado árabe) vinculado a la residencia del gobernador.
En el 1011 Mubárak y Muzáffar iniciaron reformas y mejoras urbanísticas de la ciudad, este hecho contribuyó al aumento de la presión fiscal, lo que posteriormente provocó una revuelta popular, acabando así su mandato. En el año 1021, fue nombrado Abd al-Aziz ibn Ámir (nieto de Almanzor) y tenía 15 años. Durante los 40 años de su gobierno se vivió una de las épocas más tranquilas y prósperas. Creando grandes obras  de ingeniería, así como creando la fortificación de la ciudad.
En el año 1088 una riada de las que eran habituales en el cauce del Guadalaviar (Turia), causó grandes pérdidas en la zona, arrasó los dos puentes que había en la ciudad y alguna de las torres que los defendían.

### El Cid campeador
Entre 1087 y 1089 gobernada Valencia por el rey al-Qádir, es atacada por al-Múndir de Lérida. Tras la derrota castellana de Sagrajas, Álvar Fáñez y los soldados que le acompañaban prestando servicio en apoyo del rey de la taifa de Valencia, tuvieron que acudir junto a Alfonso VI por requerimiento de éste y, abandonaron la ciudad, (si bien esto es discutido y otras fuentes afirman que participó en la batalla). Al partir los castellanos de Valencia y quedar al-Qádir sin apoyo, al-Múndir, señor de Lérida y Tortosa acudió a asediar la ciudad. El rey taifa al-Musta'in II de Zaragoza, acompañado por el Cid y su hueste, acudió a levantar el sitio de la ciudad, pues el zaragozano tenía derechos sobre la ciudad por ser nieto del antiguo soberano de Valencia al-Muqtádir y El Cid no quería destronar a al-Qádir, protegido del rey de Castilla, quizá para no entrar en conflicto con el rey de León Alfonso VI.
La propuesta consistía en conquistar la ciudad que quedaría bajo soberanía del zaragozano y el Cid se quedaría con el botín. Esto no fue aceptado por el Campeador y el rey de Zaragoza se retiró, aliándose con Ramón Berenguer III para que el barcelonés tomara la ciudad, mientras él permanecería en un segundo plano. El conde de Barcelona puso sitio a Valencia, donde acudió el Cid, y tras negociar, el conde se retiró. Rodrigo se declaró protector del rey de Valencia, si bien organizó campañas en beneficio propio, se asentó en Elche y desde allí consiguió que le pagaran tributo en la zona comprendida entre Játiva y Orihuela, en el año 1088.
El rey de León y Castilla, que se había aliado con genoveses y pisanos, puso asedio a la ciudad en el año 1092, pero tuvo que retirarse cuando Rodrigo Díaz de Vivar, el Cid, inició una campaña por tierras castellanas. El 28 de octubre de 1092 algunos notables para evitar que el rey de Valencia entregara la plaza a Alfonso, pidieron ayuda a los Almorávides que ya se encontraban en la próxima Játiva. Pero en esas fechas el descontento era tal que se originó un motín, los colaboradores del rey y la guarnición que había dejado el Cid para cobrar los impuestos huyeron de la ciudad y, el pueblo asaltó el alcázar. El monarca consiguió huir disfrazado pero lo encontraron, fue degollado, y su cabeza paseada por la ciudad. Los nuevos gobernantes de la ciudad rechazaron la protección de Rodrigo y decidieron acatar el poder del almorávide Yúsuf ibn Tašufín.
El Cid ya había ocupado El Puig a mediados de 1093 y desde allí preparó el asedio de la ciudad. Se instaló por los alrededores de Mestalla y bloqueó la ciudad, arrasó la huerta, destruyó las acequias, molinos, y algunos arrabales, en los que dejó guarnición. Se sucedieron los ataques por la zona del Tossal, donde aún hoy se pueden observar restos arqueológicos del foso-acequia y el muro, los sitiados salían por la puerta de Roteros y entablaban batalla. El Arrabal del mismo nombre cayó en sus manos y donde también estableció guarnición. Algunos cristianos del interior salieron a vivir a los arrabales. En septiembre del año 1093, cambió de campamento y se instaló en la Roqueta. El cerco se estrechó y la situación de la ciudad fue calamitosa, según las crónicas fue uno de los asedios más duros de la historia de Castilla. Después de comerse a todos los animales de la ciudad, los habitantes pasaron al canibalismo. Comieron cueros cocidos y cualquier cosa que pudiera llevarse a la boca. Apareció la peste. Los que salían de la ciudad sufrían distintas suertes, los jóvenes eran vendidos a los comerciantes que esperaban en los campamentos de Mío Cid como esclavos, las mujeres violadas y vendidas y los hombres quemados vivos frente a las murallas.
Se firmaron las capitulaciones y el Cid permitió quedarse a vivir a los musulmanes que quisieran pagando un diezmo, el resto tendría libertad de marchar con sus pertenencias. El 17 de junio del año 1094, entraron las primeras tropas. Tomó posesión del alcázar, se instaló con sus hombres y se tituló «príncipe de Valencia». Mandó llamar a su mujer e hijas y las instaló en la ciudad.
El Cid murió en Valencia el 10 de julio de 1099. Doña Jimena consiguió defender la ciudad con la ayuda de su yerno Ramón Berenguer III de Barcelona[cita requerida] hasta el año 1102.

#### La batalla de Cuarte
Se conoce con este nombre a la batalla que se desarrolló el 21 de octubre del 1094 entre los pueblos de Mislata y Cuart de Poblet, próximos a la ciudad.
Rodrigo Díaz, sitiado en Valencia, salió de la ciudad y derrotó a los almorávides. Algunos miembros del ejército del Cid (formado tanto por cristianos como por musulmanes hispanoárabes) avanzaron por la noche situándose a la retaguardia del campamento mahometano. Al clarear el alba salió un pequeño contingente de caballeros de Rodrigo incitando a la vanguardia norteafricana. Esto supuso una maniobra de atracción que debilitó la formación almorávide y permitió que el contingente principal del Campeador atacara la retaguardia y tomara el Real enemigo, consiguiendo la victoria.

### El final de la taifa de Valencia

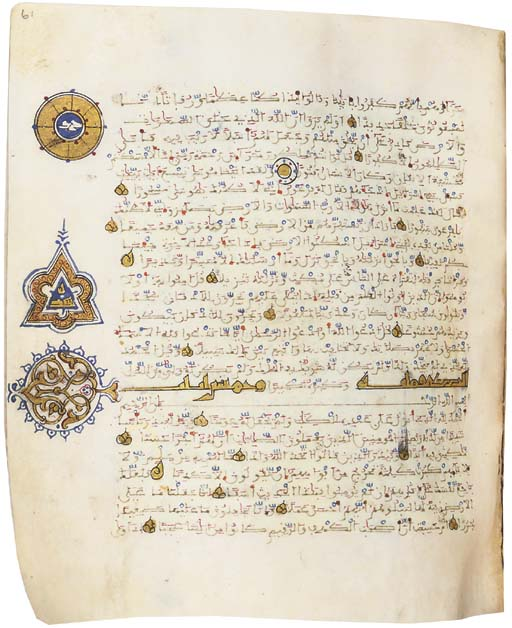
Copia del Corán.

En el año 1101, el rey Alfonso VI de Castilla ordenó la evacuación de la ciudad y Valencia cayó en poder de los almorávides. Zayd Abu Zayd fue el último gobernador almohade de Valencia. Gozando de total autonomía respecto al imperio almohade llegó a titularse rey de Valencia.[cita requerida]
De esta época data la copia del Corán, siendo esta copia hermana de otras seis en donde se detecta un estilo propio valenciano, no obstante la mayoría de la escritura fue posteriormente destruida por la Inquisición. Esta copia nos demuestra que existía en la ciudad una escuela de traductores y copistas.
Zayyán ibn Mardanish, conocido como Zahén, fue el último rey musulmán de Valencia tras haber desalojado del cargo de gobernador al almohade Zayd Abu Zayd en 1229, llegando a un acuerdo de vasallaje con el rey Jaime I de Aragón, lo cual le facilitó la conquista del reino de Valencia.

## Reino de Valencia (1238-1707)

### SigloXIII

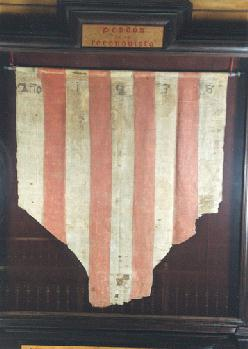
Pendón de la Conquista, izado por los musulmanes como señal de rendición ante Jaime I en 1238.

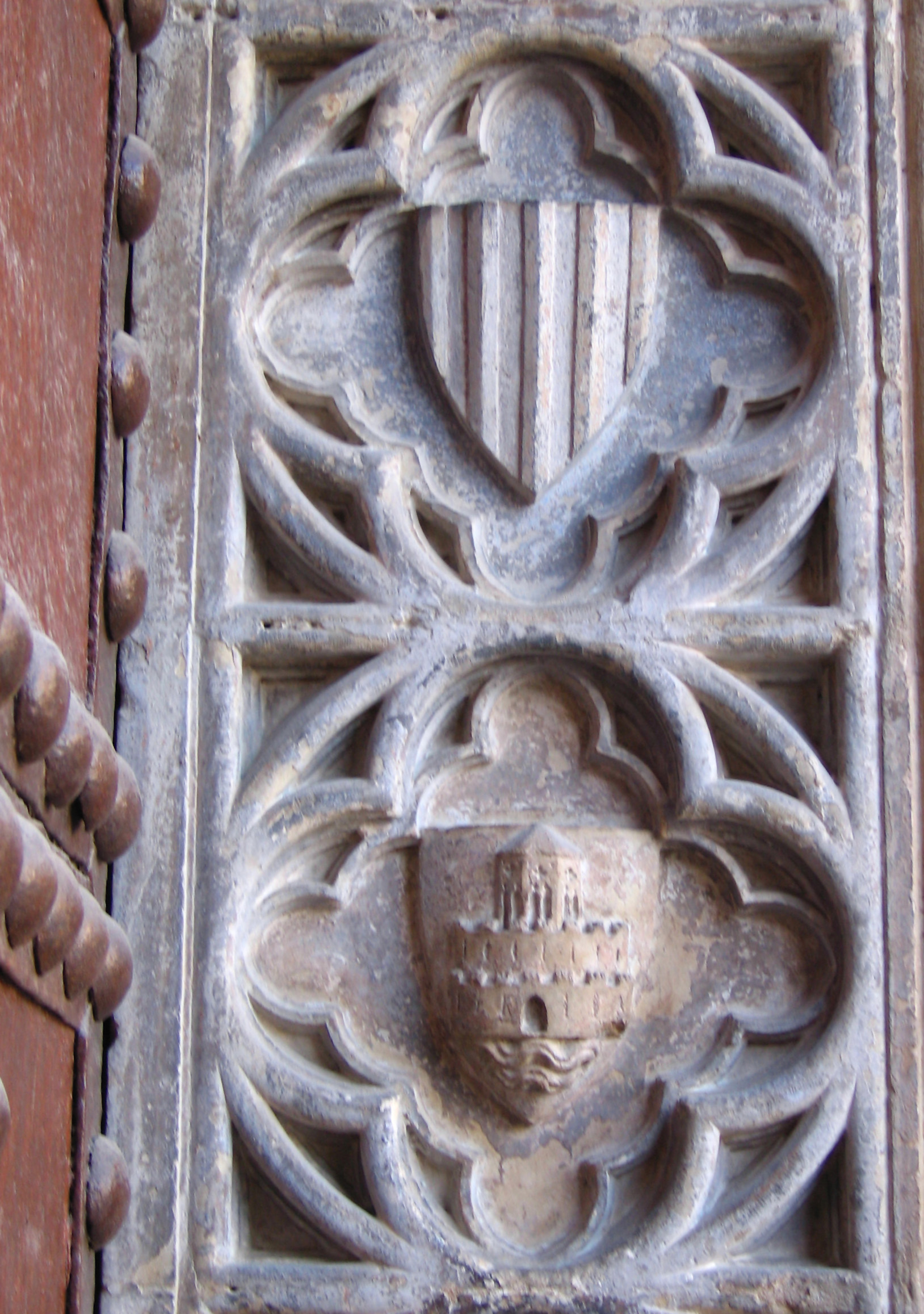
Escudos en la puerta de los Apóstoles de la Catedral: Arriba el escudo del Rey y del Reino; abajo, escudo atribuido por algunos autores a la ciudad y por otros al obispo Jazperto de Botonach.

Valencia es conquistada por el rey de Aragón Jaime I en el año 1238.
Al año siguiente se aprueba una ley para la ciudad, el Costum, que años después, con el nombre de Furs de València se extendieron al resto del reino y se realiza el repartimiento de las tierras como queda testimoniado en el Llibre del Repartiment.
Según los datos sobre la capitulación de la ciudad, tenía el Reino de Valencia una población compuesta por 120 000 musulmanes, 65 000 cristianos y 2000 judíos y gracias a la capitulación y los pactos que a ella llevaron, la población valenciana pudo mayoritariamente seguir en sus tierras.
Así según el historiador árabe Hussein Mones de la Universidad de El Cairo estas fueron las palabras que el rey Zayán dijo a Jaime I en la entrega de las llaves de la ciudad:

«En la ciudad de Valencia conviven musulmanes, gente noble de mi pueblo, junto a cristianos y judíos. Espero que sepa gobernarlos para que continúen viviendo en la misma armonía y para que trabajen esta noble tierra conjuntamente. Aquí, durante mi reinado, salían procesiones de Semana Santa y los cristianos profesaban su religión con toda libertad, ya que nuestro Corán reconoce a Cristo y a la Virgen. Espero que usted conceda el mismo trato a los musulmanes de Valencia.»

La ciudad y reino prosperan rápidamente y ya en 1283 Pedro III autoriza la instalación del Consulado del Mar en Valencia.

### SigloXIV
La peste negra y sucesivas epidemias diezman la población de la ciudad mientras estalla, en 1348, una revuelta ciudadana contra los excesos del rey, la Guerra de la Unión.
En 1309 y 1359 la morería de Valencia fue asaltada.
Hacia 1355 la ciudad comenzó a obtener financiación, endeudándose, mediante el sistema censalista. Los censales eran un instrumento de financiación que se popularizó en la Edad Media, por el cual el propietario de un bien inmueble recibía dinero a préstamo y se obligaba a pagar a cambio un canon anual a un interés bajo (cerca del 6 o 7 por ciento), mientras no devolviese el préstamo. Esto generó una clase social de rentistas que vivían sin trabajar a cambio de prestar dinero: viudas, instituciones religiosas, nobleza, notarios, médicos, etcétera.
En 1363 y 1364 la ciudad repele por dos veces el asalto de las tropas castellanas. Como premio, el Rey Pedro el Ceremonioso concede a la ciudad el título de dos veces leal, representado por las dos 'L' que posteriormente, a partir del siglo XVII, se incorporarán al escudo de la ciudad.
Si bien la convivencia entre cristianos, judíos y musulmanes que compartían la ciudad había sido conflictiva durante toda la Edad Media, no fue hasta 1391 cuando los cristianos asaltan el barrio judío, instalado en la actual calle del Mar, haciéndolos convertirse al cristianismo, aunque seguían practicando su religión en secreto y hasta 1456 cuando asaltan la morería.
Tras la muerte sin descendientes de Martín el Humano se produce un conflicto dinástico entre las familias Centelles y Zaragutear que desemboca en el Compromiso de Caspe y la entronización de la familia Trastámara por la Corona de Aragón.

### SigloXV

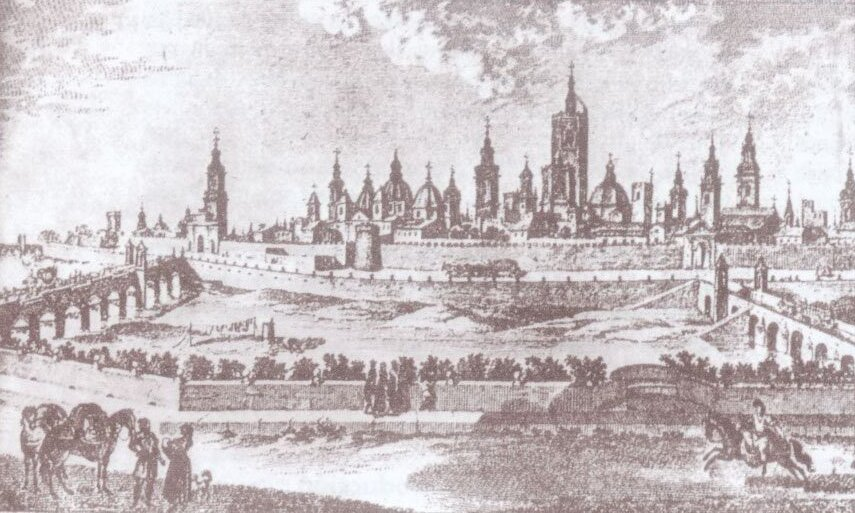
Valencia vista desde Pio V. Murallas, puertas del Real, Temple y Trinidad (de izquierda a derecha).

Este es el siglo de mayor expansión y crecimiento de la cultura valenciana, también se le denomina Siglo de Oro valenciano. Viene acompañado de un crecimiento demográfico que situaría a Valencia como la ciudad más poblada de la Corona de Aragón, pasando de 40 000 habitantes en 1418 a 75 000 habitantes en 1483 y unos 80 000 habitantes en 1500, cuando se estima que era la tercera de la península, tras Granada y Sevilla No obstante la peste fue una constante biológica en la Valencia del siglo XV, con cierta mortalidad en 1411m 1428, 1439, 1450, 1459, 1474, 1478, 1489 y 1508. También fue un problema la escalada de ataques de piratas berberiscos, documentándose el primero, del pirata Squirenço, en 1461. 
El rey Alfonso el Magnánimo viaja a Valencia para casarse allí con María de Castilla (1401-1458) a la que nombrará gobernadora de la ciudad, hija de Enrique III de Castilla y hermana de Juan II de Castilla. El matrimonio se celebró en la catedral de Valencia el 12 de junio de 1415.
En 1455, debido a un incidente religioso provocado por cuatro moriscos que no reverenciaron una imagen cristiana al paso de una procesión, la morería de Valencia fue asaltada, con el resultado de tres cristianos condenados a muerte por la revuelta y veinte cómplices condenados con pena de multa.
Se construyen algunos de los edificios más emblemáticos de la ciudad como las Torres de Serranos en 1398, las Torres de Quart en 1460, La Lonja entre 1482 y 1498, el Micalet (campanario de la catedral de Valencia), cuyas campanas se bendijeron en 1418, y se amplió la Catedral en 1440, además del palacio de la Generalitat, iniciado en 1482 y terminado en 1510. Se reactiva el comercio urbano a través de la creación de la Taula de canvis, una banca municipal de apoyo de las operaciones comerciales. Se erige la Lonja de la Seda y de los Mercaderes que se convierte en uno de los mercados más importantes del Mediterráneo al que acuden mercaderes de toda Europa principalmente por la venta de tejidos de seda.
Se imprime en Valencia Obres o trobes en lahors de la verge Maria uno de los primeros libros impresos en España, en valenciano, y se produce un gran auge de las obras escritas. En pintura y escultura aparecen artistas como Damián Forment, Lluís Dalmau o Gronçal Peris. En literatura florece la producción escrita de la mano de los autores Joanot Martorell, Ausiàs March, Joan Roís de Corella, Pau de Bellviure o Isabel de Villena.
El mantenimiento de la política mediterránea y el apoyo económico prestado por los banqueros valencianos a la corona, en el descubrimiento de América, crea un problema de descapitalización y una tendencia en las clases acomodadas a vivir de rentas, dando como consecuencia un aumento de precios y un decaimiento del comercio, lo que degenera, aunque sin éxito, en una sublevación de los gremios (Germanías).

### SigloXVI

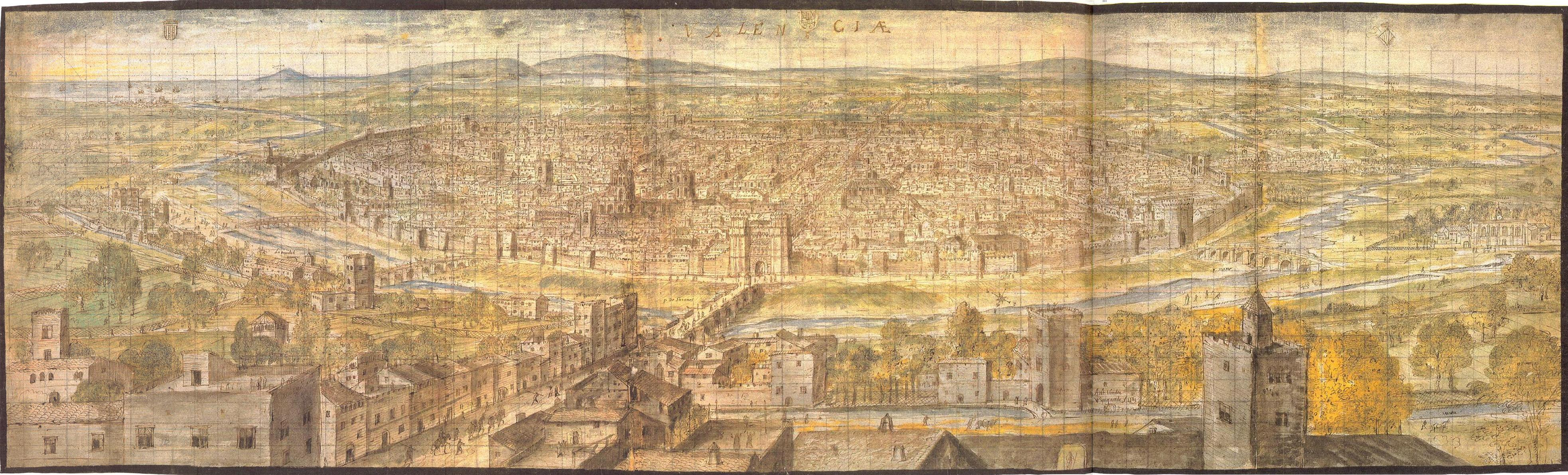
Valencia en 1563 por Anton van den Wyngaerde.

En 1502 se funda la Universidad de Valencia bajo el nombre de Estudi General. La ciudad contaba en 1510 con 9.800 casas construidas, un 10% más que en 1489, por lo que se encontraba en una fase de expansión urbanística.
El 29 de septiembre de 1521, en el contexto de la revuelta de las Germanías, la morería de Valencia fue gravemente asaltada por los radicales agermanados.
En 1525 solo dos calles, la de San Vicente Mártir y la de Caballeros, eran consideradas como calles mayores por los jurados (al menos 6,5 metros de ancho), mientras que el resto de calles eran estrechas, con 3 metros de anchura por término medio.

### SigloXVII

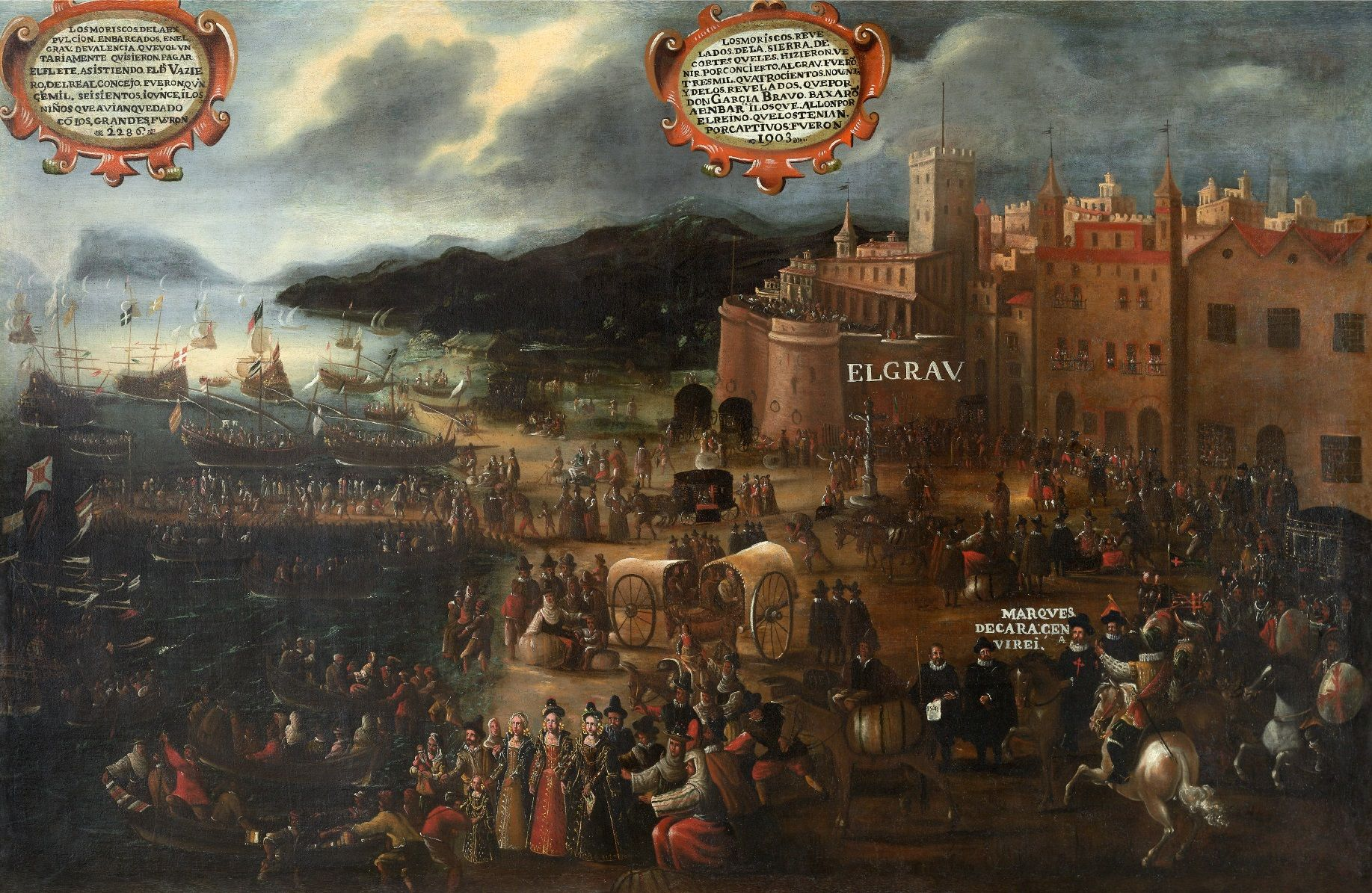
Pedro Oromig, Embarque de los moriscos en el Grau de Valencia, 1613, Fundación Bancaja.

En 1609 se promulgó el decreto de expulsión, la expulsión de los moriscos y judíos, y el cada vez más preponderante poder de la nobleza, provoca la ruina del país y la bancarrota de la Taula de Canvis en 1613. En 1850 el cronista e historiador Vicente Boix (1813-1880) describió así este episodio: "esta espulsión despobló el país, amenguó su agricultura, y le redujo a la impotencia".
Durante la sublevación de Cataluña (1640-1652), Valencia colaboró a petición de Felipe IV en su causa con milicias y dinero, lo que provocó un período de escasez económica local, sumándose a esto también al temporal alojamiento en la ciudad de tropas de otras zonas.

## Fin del Reino de Valencia

### Guerra de Sucesión y "Nueva Planta": el fin del Reino de Valencia
Durante la guerra de sucesión española (1701-1714) Valencia se unió al bando austracista del archiduque Carlos de Austria. Joan Batista Basset fue el líder del ejército austracista, él consiguió incitar al pueblo para que les apoyaran ofreciendo quitas de impuestos y distintas ventajas, todo ello, luego, fue ignorado por el Austria, y Basset terminó en la cárcel. Los austracistas retuvieron la ciudad durante 16 meses evitando varios intentos de tomarla.
Después de la victoria borbónica en la batalla de Almansa, 25 de abril de 1707, el ejército inglés abandonó la comarca y la ciudad de Valencia dejándola a su suerte. Como castigo, los fueros de Valencia fueron derogados y se introdujeron las leyes de Castilla mediante el Decreto de Nueva Planta promulgado en junio por Felipe V.

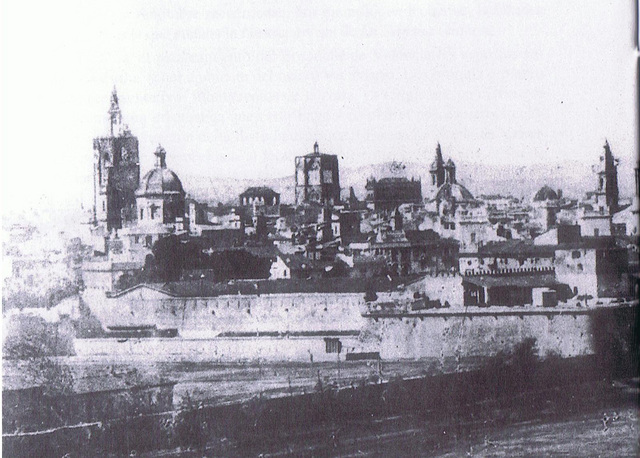
Ciudadela de la ciudad e Valencia vista desde la Alameda, antes de su demolición en el .).

Tras la victoria de las tropas de Felipe V, como castigo tomaron represalias contra la población, saqueando ciudades y poblaciones del Reino de Valencia, eliminando todos sus privilegios o fueros. Exactamente igual que antes habían hecho los austracistas en otras poblaciones como Morella, Sagunto, Finestrat, Segorbe, etc., que no les apoyaron, si bien Valencia, donde el ejército austracista encontró las puertas abiertas y entró sin oposición, no sufrió como otros pueblos.

## Valencia en elsigloXIX

### Guerra de la Independencia (1808-1814)
Valencia fue una de las últimas ciudades de España que controló el ejército francés, después del levantamiento popular de mayo, en Valencia cuando llegaron las noticias de lo sucedido en Madrid, la indignación popular fue en aumento y la chispa que desató la insurrección fue la famosa declaración de Vicent Doménech "El Palleter" declarando la guerra a Napoleón.
Poco después del levantamiento del 2 de Mayo llegaron las noticias a València con la gaceta. Las noticias de lo sucedido en Madrid llenan de indignación a los valencianos y pese a que las autoridades intentar someterse a Bonaparte, el pueblo lidera los acontecimientos forzando el 25 de mayo a la Junta Suprema de Gobierno del Reino de Valencia, a reclutar tropas y declarar la guerra.
El 29 de mayo se creó, por la Junta de Gobierno de Valencia, el Regimiento de la Reina 2.º, integrado por  3732 personas, y que se denominaba Cazadores voluntarios de Valencia o Cazadores de Caro, porque su primer coronel fue el General Caro, quien hizo Generala de los ejércitos del Reino a la Virgen de los Desamparados. Este regimiento se mantuvo hasta 1855, pasando a ser un regimiento de línea con el nombre de la Reina.
Durante el mes de junio Moncey venía desde Madrid, en el camino derrotó a las tropas valencianas que le salieron al paso en Contreras, Buñol donde se ensañó con la población, especialmente con el párroco y, arrasó con animales y víveres, días después alcanzó San Onofre en las proximidades de Valencia, derrotando a los restos del ejército que quedaba. Moncey estableció su campamento en el camino de Cuart de Poblet, y llevó sus tropas ante las puertas de Quart, estableciéndose en los entornos del antiguo Convento del Socorro, donde hoy se encuentra la parroquia de San Miguel y San Sebastián desde donde exigió la rendición de Valencia. Durante el día y la noche se cerraron y reforzaron con maderos las puertas que se consideraban más vulnerables, Ruzafa, Portal Nuevo de la Santa Cruz, Serranos y Trinidad, también se cubrió con batería y foso la puerta de San Vicente. La de Quart fue objeto de más detalle, porque enfilaba el camino por donde Moncey avanzaba: se abrió una gran foso y una tronera con su cañón dirigido al camino de acceso a las Torres en la puerta de madera. Según algunas fuentes unos veinte mil valencianos se aprestaron a la defensa, ayudados por los marineros del Grao, y el Regimiento de Cazadores desplegado a la otra parte del río, por la huerta de Campanar. A las ocho de la mañana del 28 comenzó la batalla del primer Sitio de Valencia, duró todo el día.
A las doce Moncey reiteró su petición de rendición, ordenando avanzar a dos columnas francesas hacia la puerta, pero se vieron detenidas por el foso abierto y sorprendidas entre dos fuegos. El teniente Rafael Maroto, defendió la ciudad con las baterías de santa Catalina y de Torres de Quart, que tenía a su cargo, destacar la acción del pueblo valenciano que liderado por una personaje anónimo apodado el torero y con un cañón de grueso calibre, fue capaz de rechazar al ejército francés disparando desde la puerta de Quart. Obligó a retirarse al enemigo en una hazaña bélica, por lo que fue reconocido posteriormente como benemérito a la patria y se le concedió un escudo de honor. Dos horas después los franceses seguían sin alcanzar la puerta y las bajas ya eran innumerables, la artillería disparó a las Torres, causando algunos desperfectos que aún hoy son observables. Moncey se retiró a una alquería próxima pero el fuego de artillería de la muralla les alcanzó y uno de sus ayudantes perdió una pierna de un cañonazo, forzando su retirada a más distancia. Por la noche los valencianos inundaron la huerta impidiendo la movilidad a las tropas francesas y Moncey, con unas dos mil bajas, ordenó la retirada a Madrid. El conde de Toreno calificaba la defensa de maravillosa, porque nunca antes el pueblo civil había derrotado, hasta el ridículo, a un ejército profesional.

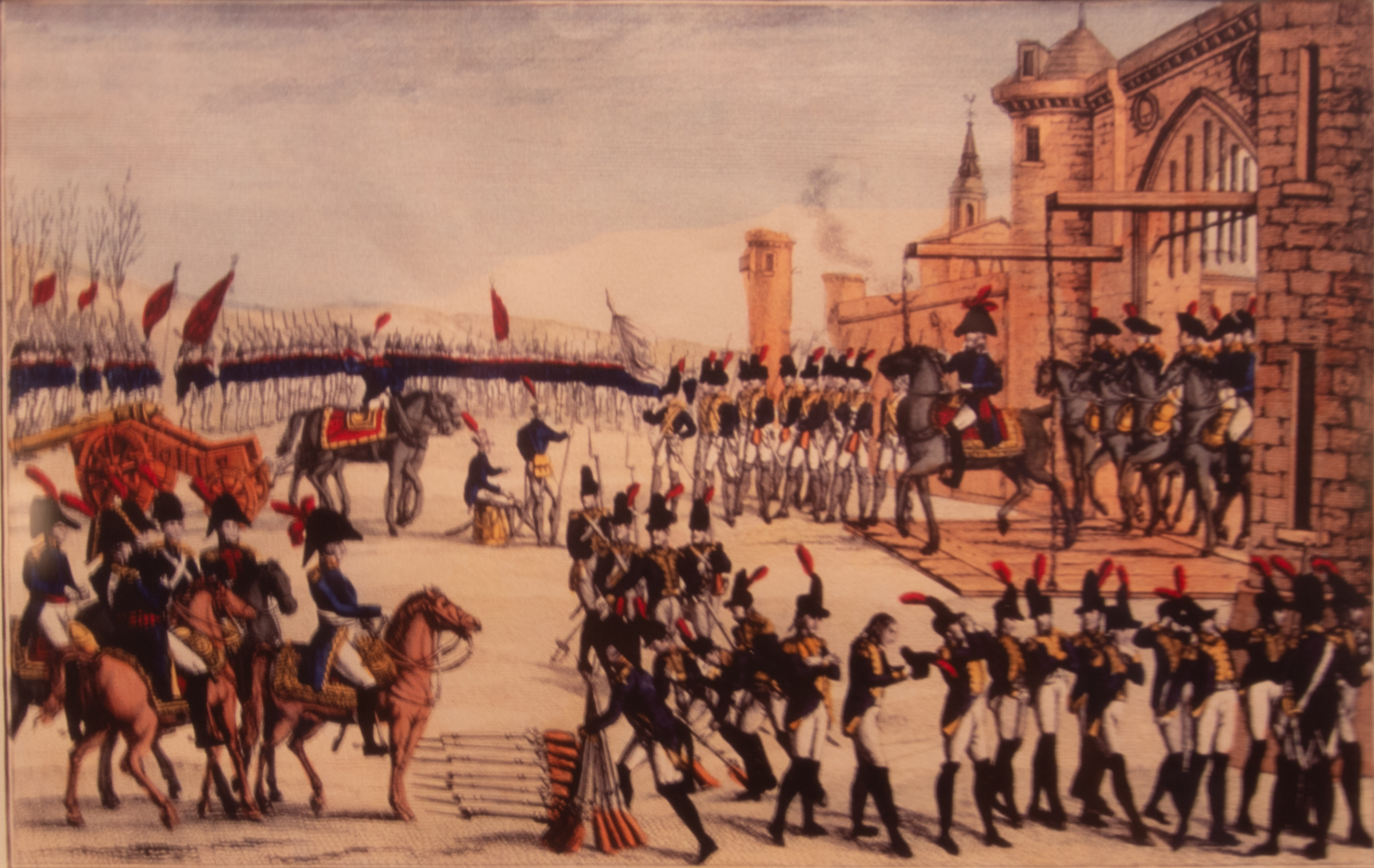
Entrada del general Suchet en Valencia el 14 de enero de 1812, tras la capitulación de la ciudad. Palacio de Cervellón.

Valencia resistió hasta la conquista por el mariscal Suchet el 8 de enero de 1812. Mientras, suministró armas, víveres y hombres a las tropas españolas, llegando el ejército valenciano hasta Madrid, y Zaragoza, donde en el sitio de la ciudad pereció en su mayoría, teniéndose que reclutar nuevas fuerzas. En París siguen los estandartes conquistados por el francés en Zaragoza. La capitulación ante Moncey llegó tras un duro asedio, en el cual las tropas españolas destruyeron el Palacio real de Valencia (para impedir que lo tomara el francés), junto a la pérdida de otras plazas fuertes como Sagunto.
Tras la capitulación, los franceses impulsaron algunas reformas en Valencia, y la situación tras las lógicas cazas de brujas, fue llevadera en los meses que permaneció bajo control francés, llegando a ser capital de España cuando José I, trasladó aquí la Corte José I, en el verano de 1812. Con la retirada de los franceses, el general Elío en Valencia, organizó una revuelta militar que sirvió para reponer en el trono de España a Fernando VII, e iniciar el Sexenio Absolutista (1814-1820).

### Los reinados de Fernando VII, de Isabel II y el Sexenio Democrático (1814-1874)

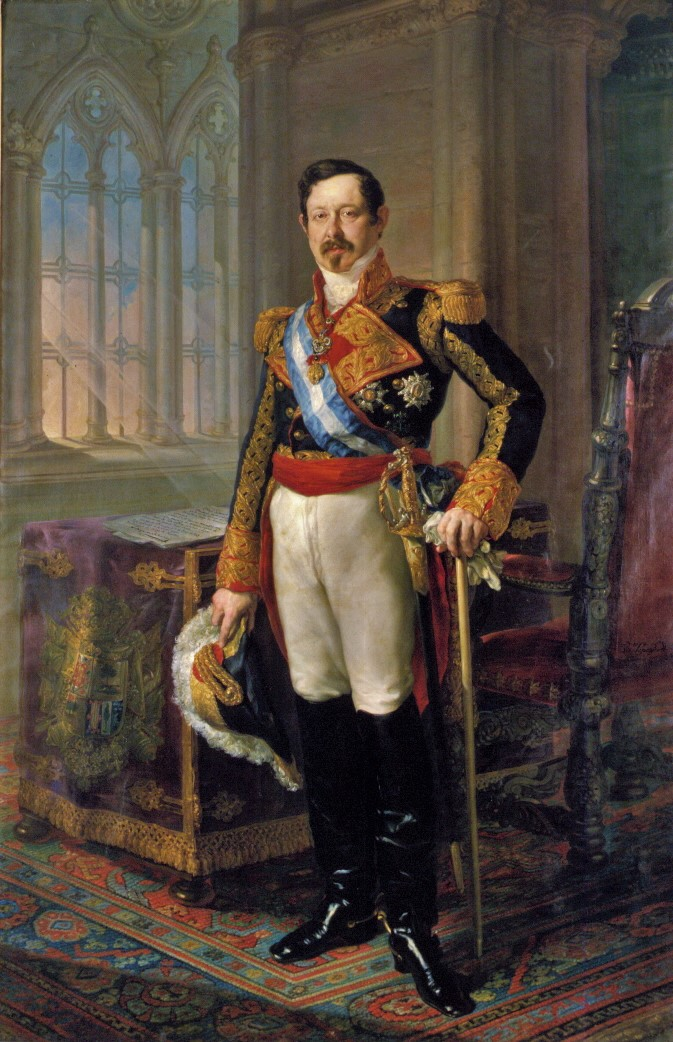
Ramón María Narváez, primer duque de Valencia. Vicente López Portaña. (Museo de Bellas Artes de Valencia).

Como consecuencia de la legislación sostenida por la Constitución española de 1812, que ordenaba la formación de ayuntamientos en todas aquellas poblaciones que rebasaran el mínimo de vecinos estipulado por la ley, numerosas pedanías próximas al núcleo urbano de la ciudad de Valencia en situación legal confusa se constituyen en municipios (Ruzafa, el Grao, etc).
Entre 1850 y 1851 fue alcalde de la ciudad Vicente Rodríguez de la Encina y Falcó de Belaochaga, director de la Casa de Beneficencia municipal, promotor del Banco de Valencia y director de la Sociedad Valenciana de Aguas Potables (fundada en 1846). En 1850 se terminaba la instalación de la red de agua potable.
Durante el reinado de Isabel II se concedió el título de duque de Valencia al general Ramón María Narváez, aunque era simplemente un título nobiliario carente de jurisdicción alguna. 
En 1860 el municipio contaba con 140 416 habitantes. En 1858 los arquitectos Sebastián Monleón Estellés, Antonino Sancho y Timoteo Calvo diseñaron el Proyecto General del Ensanche de la Ciudad de Valencia, que preveía el derribo de las murallas para permitir la expansión de la ciudad (se reprodujo una segunda versión en 1868). Ambos proyectos no obtuvieron la aprobación definitiva pero sirvieron como base para el crecimiento de la ciudad. A partir de 1866 se derribaron gran parte de las antiguas murallas árabes de la ciudad a fin de facilitar la expansión urbana de la misma.
Durante la Revolución Cantonal de 1873, se articuló en el Cantón Federal de Valencia (proclamado el 19 de julio y disuelto el 7 de agosto), al que se adhirieron la mayoría de los municipios de las comarcas próximas.
| |
| Plano de Valencia y sus alrededores sobre 1845. Aparecen como municipios independientes muchos de los que se anexionarían al municipio de Valencia a partir de la década de 1870. |

|                                              |
| Escudo del Cantón federal de Valencia, 1873. |

|                                                                          |
| Bando emitido por Fernando VII a los valencianos el 30 de abril de 1814. |

### La Restauración
El Ateneo Mercantil nació en el año 1879 para atender las necesidades culturales y de formación de los empleados del comercio. En 1877 la ciudad alcanzaba la cifra de 145 782 habitantes. En 1882 comenzó la distribución de luz eléctrica en algunas zonas de la ciudad, que posteriormente se iría generalizando, y en 1884 los arquitectos municipales José Calvo Tomás, Luis Ferreres Soler y Joaquín María Arnau Miramón diseñaron un nuevo Plan General de Valencia y Proyecto de Ensanche, para el cual utilizaron como base los planes anteriores. En este nuevo plan de ensanche se configuraron las dos Grandes Vías que circundan la ciudad, la Gran Vía del Marqués del Turia y la Gran Vía Fernando el Católico. En 1887 el municipio llegó a los 192 437 habitantes.
Entre 1870 y 1900 el municipio de Valencia empezó a anexionarse numerosos municipios inmediatos de su entorno, los más importantes fueron el Ayuntamiento de Poble Nou de la Mar en 1897 (actuales Barrios Marítimos) y los municipios de Patraix, Els Orriols, Benicalap, Ruzafa, Benimaclet, Campanar, a los que se sumarían otros 15 núcleos urbanos de menor entidad. Como resultado de este gran crecimiento territorial y urbano y de la política de absorción de los municipios más cercanos, el municipio de Valencia llegó a duplicar su población a final de siglo.
En el año 1900 se creó el Banco  de Valencia.

## Valencia en elsigloXX
Durante este siglo se triplicó la población de la ciudad, pasando de 213 550 en 1901 a 233 348 en 1910, 320 195 en 1930 y llegando a 739 014 en 2000 y se convertiría en el centro de un área metropolitana de más de 1,5 millones, tercer área demográfica, industrial y económica de España.
En 1907, Francisco Mora Berenguer presentó su proyecto de ampliación del ensanche de Valencia hasta el perímetro de los Caminos de Tránsitos. Se trazó el eje que constituye el Paseo de Valencia al Mar. Este plan se aprobó en 1912. Se construyó el mercado central y el Mercado de Colón (diciembre de 1916), y en julio de 1917 se terminaban las obras de la estación de ferrocarril, denominada estación del Norte.

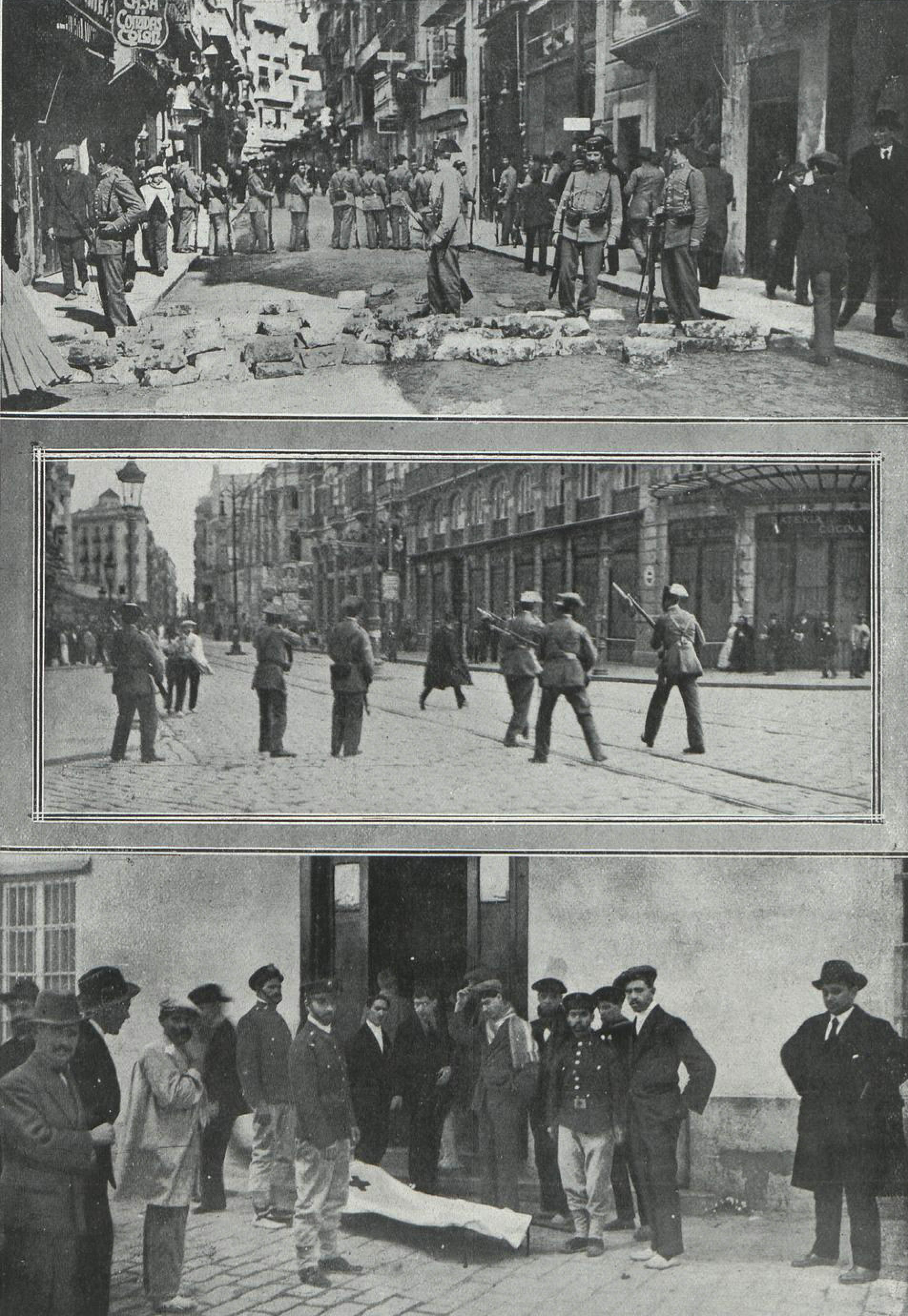
Huelga general en Valencia en 1916

En 1916 se declaró en Valencia una huelga general motivada por el desempleo y los problemas de abastecimientos.
El 20 de julio de 1917 el sector de los ferroviarios de la CNT inició una huelga desde Valencia que se extendió rápidamente a otras ciudades, dando lugar a distintos enfrentamientos.
- En la serie de TVE protagonizada por Carmen Maura, Arroz y tartana, se recrea la Valencia de los primeros años del siglo XX.

El censo de 1930 arrojaba una cifra por entonces de 320 195 habitantes.

### II República y la Guerra Civil

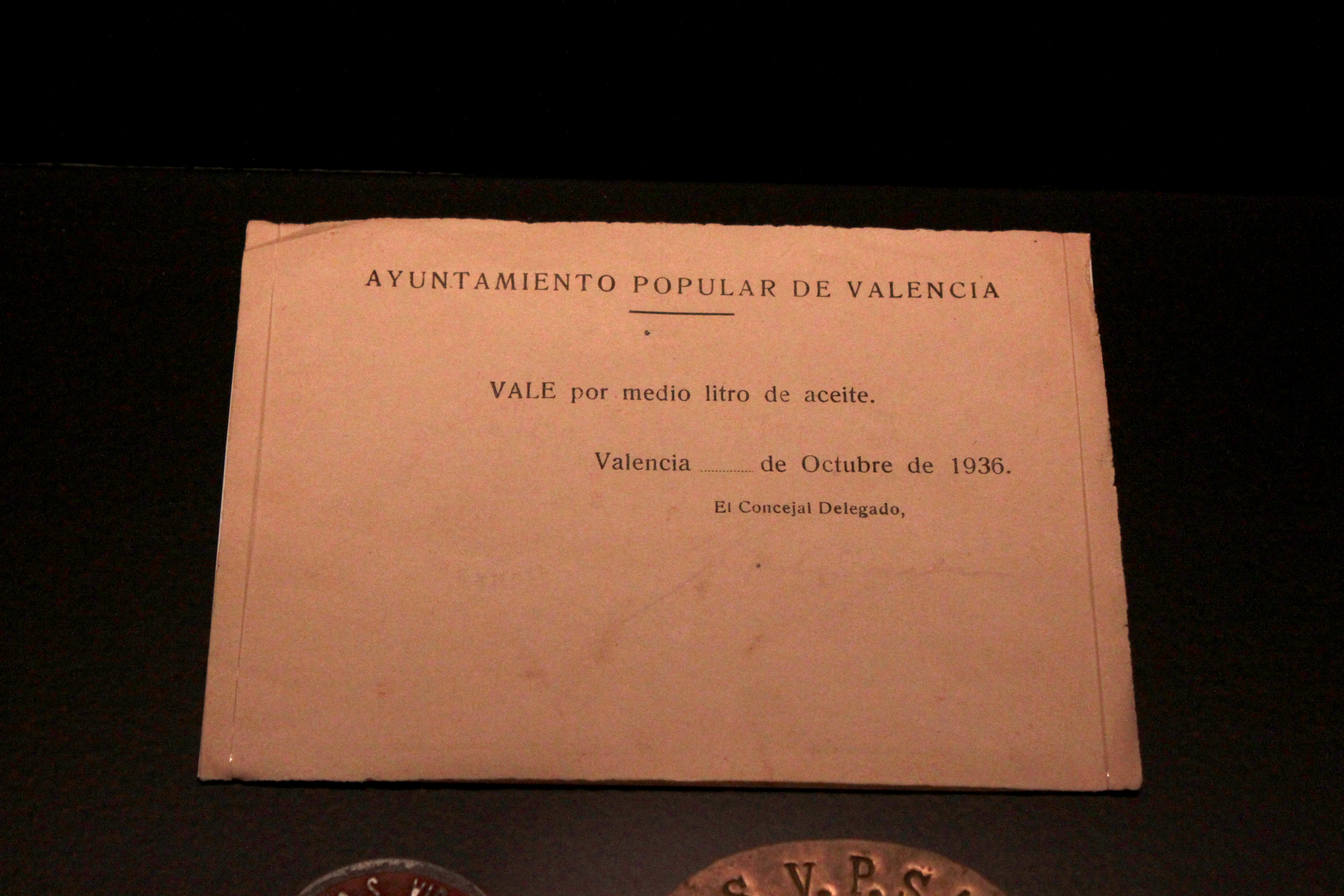
Vale del Ayuntamiento de Valencia de octubre de 1936.

El 20 de julio de 1936, en el inicio de la guerra civil, se convirtió en el centro administrativo del Comité Ejecutivo Popular de Valencia, surgido espontáneamente en el contexto de la Revolución Española de 1936, una forma de gobierno regional integrado por las fuerzas de la coalición de partidos Frente Popular y los sindicatos CNT y UGT. El 23 de julio del mismo año el gobierno de Madrid decretó su desaparición sin conseguirla, siendo finalmente el día 31 del mismo mes, legalizado y regulado por la República. Pese a sus orígenes independientes, el 2 de noviembre aprobaría un cambio en su programa de actuaciones, subordinándose al gobierno central, coincidiendo con la inminente llegada de la capitalidad estatal en noviembre de 1936, cuando se convirtió en capital de la España republicana hasta 1937, cuando el gobierno se trasladó a Barcelona. Durante ese año el Congreso de los Diputados se reunía en la Lonja y el presidente de la República utilizaba el actual palacio de las Cortes Valencianas.
También durante este mes de noviembre una milicia anarquista, la Columna de Hierro decidió tomar brevemente Valencia, en protesta por la escasez de aprovisionamientos que le proporciona el Comité Ejecutivo Popular, produciéndose posteriormente enfrentamientos por las calles de la ciudad entre milicias libertarias y grupos comunistas, con un saldo de más de 30 muertos.
El CEP de Valencia se autodisolvió el 8 de enero de 1937.
Antonio Machado llegó a Valencia con su familia. El poeta se adhirió a la Alianza de Escritores Antifascistas y participó en el II Congreso Internacional en Valencia.
El gobierno de la República se instaló desde el 6 de noviembre de 1936 hasta el 30 de octubre de 1937 a la ciudad, estableciendo la residencia del gobierno en la cercana localidad de Náquera. También parte del patrimonio artístico nacional y muchas de las obras del museo del Prado fueron llevadas a Valencia, instalándolas provisionalmente como refugio en las Torres de Serranos y el Real Colegio del Corpus Christi.
La ciudad sufrió numerosos bombardeos aéreos de la aviación fascista hasta el 30 de marzo de 1939, momento en el que consiguieron tomar la ciudad.

### Dictadura del general Franco
En 1957, la gran riada de Valencia tuvo graves consecuencias económicas para la ciudad y su huerta y obligó a desviar el cauce del Turia para prevenir futuras inundaciones, lo cual dotó a la urbe de un gran espacio verde central en el antiguo cauce. Se aprobó el Plan Sur y se construyó un nuevo cauce del río (en el extrarradio de la ciudad) para prevenir futuras inundaciones. Paralelo a este nuevo cauce discurre la V-30, autovía de circunvalación de la ciudad.

### Transición Española
Fernando Martínez Castellano fue el primer alcalde de Valencia al inicio de la etapa democrática.
En 1979, Ricard Pérez Casado fue investido como alcalde de la ciudad y desarrolló el primer Plan General de Ordenación Urbana, inició las obras del parque del viejo cauce (se reconvirtió a mediados de los años 1980 en una zona lúdica y ajardinada con el Parque de Cabecera, Palau de la Música, Gulliver, Ciudad de las Artes y de las Ciencias). En los años 1980 comenzó la construcción del Metro de Valencia del que hay nueve líneas y continúa todavía en expansión.
Durante el golpe de Estado que tuvo lugar el 23 de febrero de 1981 el capitán general Milans del Bosch tomó la ciudad de Valencia con la compañía de carros de combate perteneciente al batallón de infantería Vizcaya 21 con base en Bétera.
Posteriormente la ciudad pasó a ser la capital de la Comunidad Valenciana, constituida formalmente en 1982.